# Кунья (приток Дубны)
Кунья́ — река в Сергиево-Посадском городском округе Московской области России, левый приток Дубны.
Древнее название — Куньема.
Длина — 46 км (по другим данным — 41 км), площадь водосборного бассейна — 203 км² (по другим данным — 225 км²). Исток — в 2,5 км к северо-западу от посёлка Реммаш, впадает в Дубну в 130 км от её устья, напротив деревни Большие Дубравы. Высота устья — 137 м над уровнем моря. Высота истока — 260 м над уровнем моря.
Ширина долины — 250—1200 м. Наиболее крупные притоки-ручьи: Пажа, Вокша, Ликуниха, Рябинка, Гордель.
Когда выбирали место для строительства предприятия космической промышленности НИИХИММАШ (ныне — ФКП «НИЦ РКП», г. Пересвет), огромную роль в выборе этого места сыграло именно наличие реки.
За два километра до устья сооружена плотина, а образовавшееся водохранилище стало нижним бьефом и источником воды для Загорской ГАЭС, построенной на крутом склоне долины реки. На конец 2000-х ведётся расширение комплекса строительством ещё одного верхнего водохранилища и станции.